# Hand in My Pocket
«Hand in My Pocket» — второй сингл Аланис Мориссетт с альбома 1995 года Jagged Little Pill. С этой песней Мориссетт второй раз возглавила чарт США Modern Rock Tracks. «Hand in My Pocket» также получила много ротаций на радио, попав на четвёртое место чарта Top 40 Mainstream.

## Видеоклип
В клипе показана Мориссетт во время парада. Клип был снят в черно-белом замедленном варианте. Режиссёр клипа — Марк Кор.

## В поп-культуре
«Hand in My Pocket» должна была стать официальной темой сериала «Бухта Доусона».

## Список композиций
1. «Hand in My Pocket» — 3:39
2. «Head over Feet» (Live Acoustic) — 4:09
3. «Not the Doctor» (Live Acoustic) — 3:57

## Позиции в чартах
| Чарт (1995)                           | Наивысшая позиция |
| ------------------------------------- | ----------------- |
| Australian Singles Chart              | 13                |
| Canadian Singles Chart                | 1                 |
| UK Singles Chart                      | 26                |
| U.S. Billboard Hot 100 Airplay        | 15                |
| U.S. Billboard Adult Top 40           | 25                |
| U.S. Billboard Mainstream Rock Tracks | 8                 |
| U.S. Billboard Modern Rock Tracks     | 1                 |
| U.S. Billboard Top 40 Mainstream      | 4                 |
| Чарт (1996)                           | Наивысшая позиция |
| U.S. Billboard Adult Contemporary     | 30                |

## Версия 2005 года
В 2005 году Мориссетт выпустила альбом Jagged Little Pill Acoustic, акустическую версию дебютного альбома. «Hand in My Pocket» была выпущена первым синглом в США, клип вышел в июле 2005 года.